# John Miceli
John Miceli (* 29. května 1961 Long Island) je americký rockový bubeník, který v letech 1991 až 2016 hrál ve skupině zpěváka Meat Loafa, stejně jako na řadě jeho alb, včetně toho posledního, Braver Than We Are (2016). Roku 1992 dočasně nahradil Chucka Burgiho ve skupině Blue Öyster Cult; rovněž hrál s jejím kytaristou Buckem Dharmou. V roce 1997 odehrál jedno turné s kapelou Rainbow, a později působil ve skupině Faith and Fire, s níž nahrál její jediné album Accelerator (2007).
Dále hrál na albech Adama Lamberta (For Your Entertainment), kapely Foxy Shazam (Foxy Shazam, jedna píseň), zpěvačky Kerry Ellis (Anthems), skupiny My Chemical Romance (Danger Days: The True Lives of the Fabulous Killjoys) a dalších. Byl členem kapely při uvedení muzikálu We Will Rock You v Las Vegas a v roce 2018 hrál v písni „New Horizons“ kytaristy Briana Maye.